# Le Mesnillard
Le Mesnillard ist eine französische Gemeinde mit 251 Einwohnern (Stand: 1. Januar 2022) im Département Manche in der Region Normandie. Sie gehört zum Arrondissement Avranches und zum Kanton Saint-Hilaire-du-Harcouët.

## Geographie
Le Mesnillard liegt etwa 54 Kilometer südlich von Saint-Lô am kleinen Fluss Douenne. Umgeben wird Le Mesnillard von den Nachbargemeinden Reffuveille im Norden, Juvigny les Vallées im Osten und Nordosten, Chèvreville im Osten und Südosten, Martigny im Süden und Südwesten sowie Isigny-le-Buat im Westen.

## Bevölkerungsentwicklung
| Jahr                       | 1962 | 1968 | 1975 | 1982 | 1990 | 1999 | 2006 | 2018 |
| Einwohner                  | 446  | 420  | 359  | 344  | 301  | 271  | 279  | 249  |
| Quellen: Cassini und INSEE |      |      |      |      |      |      |      |      |

## Sehenswürdigkeiten
- Kirche Saint-Michel aus dem 16. Jahrhundert
- Pfarrhaus
- Herrenhaus von La Faucherie aus dem 16. Jahrhundert, Monument historique

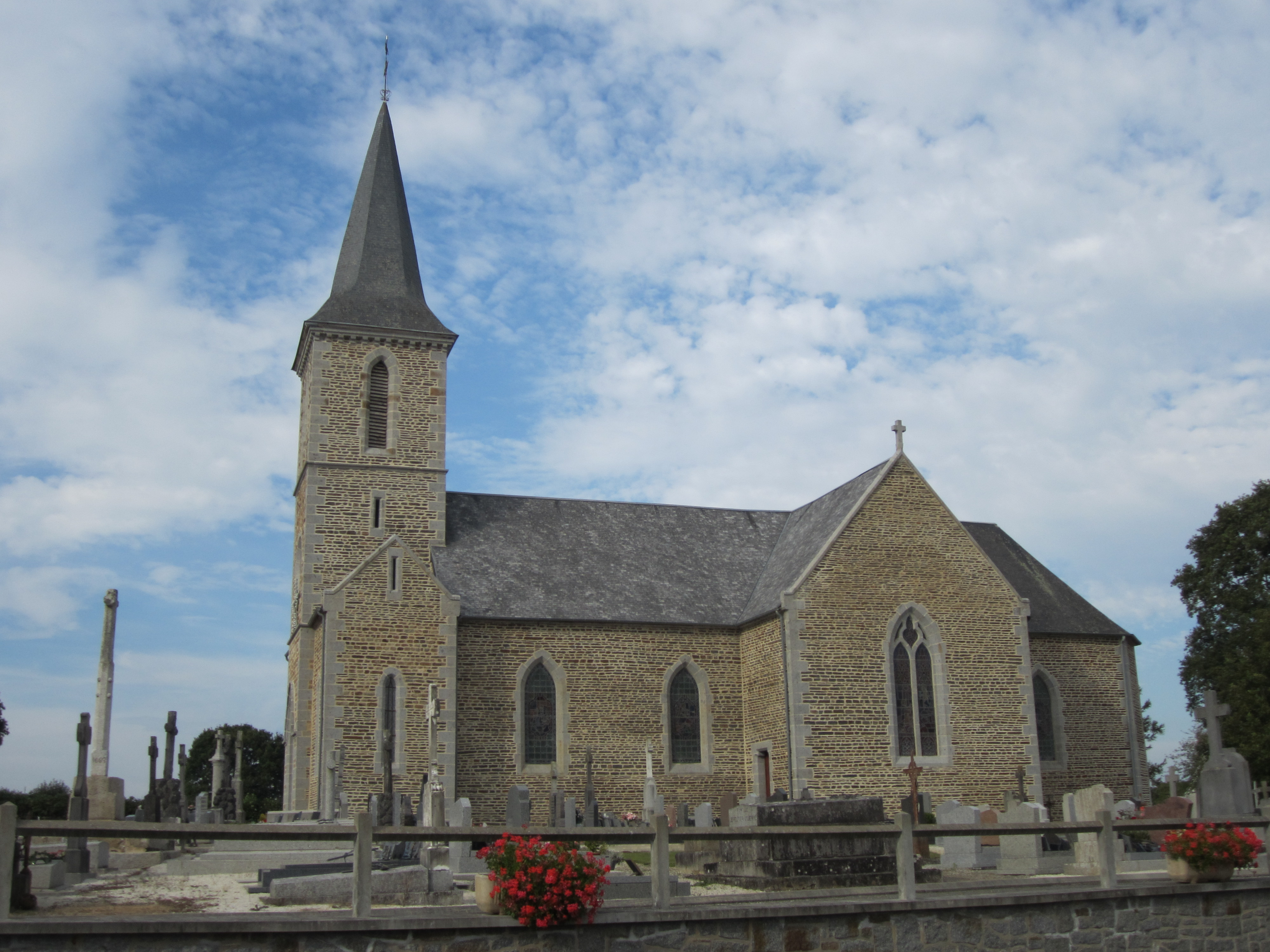
Kirche Saint-Michel
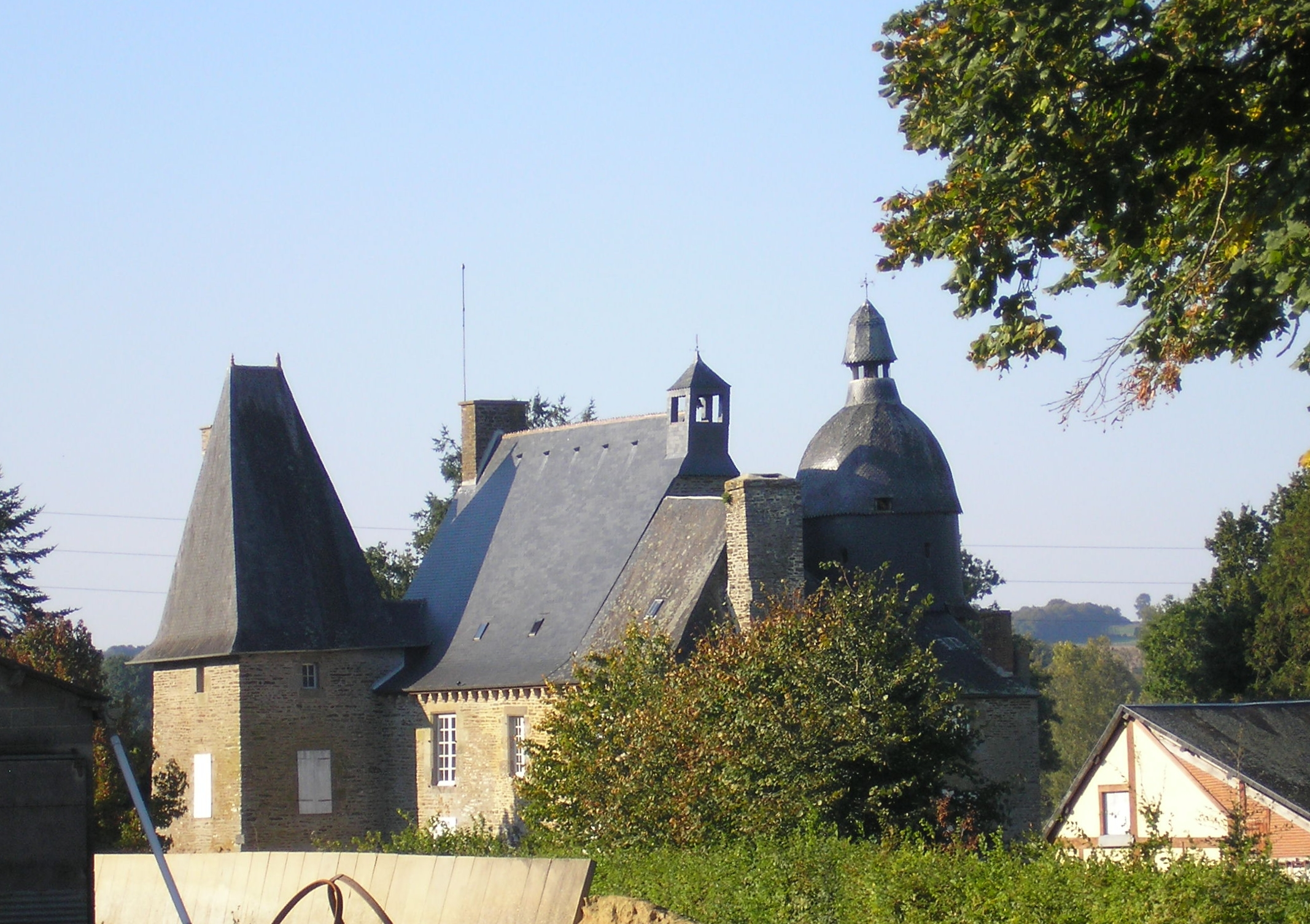
Herrenhaus von La Faucherie